# 不落不落

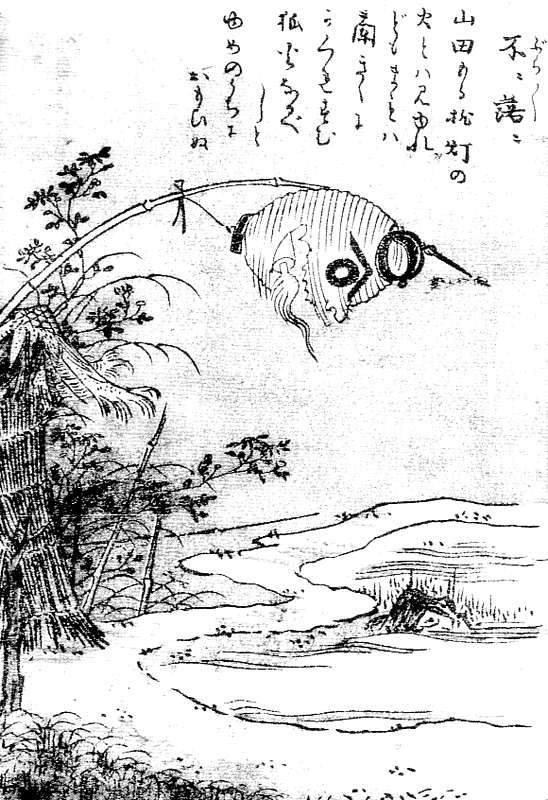
鳥山石燕『百器徒然袋』より「不落々々」

不落不落、不落々々（ぶらぶら）は、鳥山石燕の妖怪画集『百器徒然袋』に描かれている日本の妖怪で、提灯の妖怪。
『百器徒然袋』では、竹に結びつけられ、さけ目を口のようにひらいた提灯が道に向かっておおいかぶさるように傾いている様子が描かれている。解説文には、
とあり、田に立っている提灯の火のように見えるが、蘭菊の野に隠れすんでいる狐のおこす火（狐火）なのでは無いかと夢のなかで思った、と記されている。他の文献や民間伝承には「ぶらぶら」という妖怪は確認されておらず石燕が何に拠っているか詳細は不明であるが、俗にいう提灯お化けに相当する妖怪と考えられている。「山田もる」という言葉は通常はかかしに用いられることが多い。狐が火を実際に起こす描写で描かれる石燕の提灯火（『今昔画図続百鬼』）の絵には画面に田の畦道や、かかしが描かれている。文中に「狐火なるべし」という表現があることからそのまま不落不落の正体を狐とする解釈も存在するが、『百器徒然袋』に器物の妖怪として描かれていることから、提灯そのものが化けた妖怪の一種と見なすほうが妥当であるとする意見もある。
画中に書き込まれた表記は不々落々という字順で「ぶらぶら」と読ませているが、当該の巻の目録では不落々々とあり、音などからも「不落不落」の表記が一般的に用いられている。
水木しげるの著作では、京都府の竹寺に伝わるもので新しく亡くなった者が寺に運ばれて来る際に現われる墓場の提灯の妖怪であるという解説がなされているが、石燕の作品などからは確認されていない。